# Élections municipales de 1971 à Paris
Les élections municipales de 1971 à Paris se déroulent le 14 mars et 21 mars 1971.
Ce sont les premières élections municipales dans la capitale depuis la réorganisation de la région parisienne entrée en vigueur en 1968. 
La droite gaulliste menée par l'UDR remporte la majorité absolue lors du scrutin, confirmant son ancrage dans la capitale, face aux listes d'union de la gauche conduites par le PCF qui conservent leurs élus dans les arrondissements du nord-est parisien.

## Mode de scrutin
Depuis la réorganisation de la région parisienne dans les années 1960, le conseil municipal de Paris et le conseil général de la Seine sont remplacés par le Conseil de Paris, qui exerce à la fois les compétences d'un conseil municipal et celles d'un conseil général. Celui-ci est mis en place au 1er janvier 1968, avec pour conseillers de Paris les anciens conseillers élus lors des élections municipales de 1965.  
Les 20 arrondissements de la capitale sont depuis 1965 divisés en 14 secteurs de vote. Les dix premiers arrondissements sont regroupés au sein de quatre secteurs, tandis que les dix derniers forment chacun un secteur distinct. 
| Secteur | Arrondissements   | Nombre de conseillers |
| ------- | ----------------- | --------------------- |
| 1       | 1er, 2e, 3e et 4e | 7                     |
| 2       | 5e et 6e          | 6                     |
| 3       | 7e et 8e          | 6                     |
| 4       | 9e et 10e         | 7                     |
| 5       | 11e               | 6                     |
| 6       | 12e               | 5                     |
| 7       | 13e               | 5                     |
| 8       | 14e               | 6                     |
| 9       | 15e               | 8                     |
| 10      | 16e               | 7                     |
| 11      | 17e               | 7                     |
| 12      | 18e               | 8                     |
| 13      | 19e               | 5                     |
| 14      | 20e               | 7                     |
| Total   | Total             | 90                    |

Le système électoral employé est le scrutin majoritaire, dans le cadre d'une désignation plurinominale à deux tours, avec listes bloquées.

## Candidats
Un total de 76 listes avec 482 candidats se présentent lors du premier tour,.   
Disposant d'une solide implantation à Paris, le PCF mène de nouveau l'ensemble des listes d'union de la gauche dans tous les secteurs. Les communistes présentent 48 candidats sur toute la capitale, tandis que les socialistes en ont seulement 19. L'alliance sous le nom de l'Union démocratique comprend également la CIR qui dispose de 8 candidats, les radicaux de 6 et Objectif 72 de 3. Désavoués par leur parti pour avoir négocié des places sur les listes de la gauche, les radicaux soutenant l'Union démocratique s'organisent au sein de comités de gauche dans leur formation politique sous la direction de Serge Rot, ancien secrétaire général de la fédération de Paris du Parti radical. Ces listes revendiquent notamment une démocratisation du statut de Paris avec des droits identiques à ceux des autres collectivités locales, l'élection de conseils d'arrondissements et s'engagent à écarter « toute compromission avec les forces représentatives du capitalisme ».
À droite, les listes de la majorité du Président Georges Pompidou, alliées aux centristes pendant la mandature précédente, visent la majorité absolue pour éviter un nouvel accord. De nombreuses personnalités gaullistes se présentent, dont 3 membres du gouvernement, Gabriel Kaspereit, André Fanton et Bernard Lafay, ainsi que 20 députés et 3 sénateurs. Afin de regagner le premier secteur, perdu en 1965 face à la gauche, une alliance est établie dès le premier tour avec Jean Legaret. En tout, 57 candidats sont issus de l'UDR, 13 des Républicains indépendants, 9 de Centre Démocratie et Progrès, 5 du Centre national des indépendants et 3 de l'Union centriste de Paris et de la Seine dirigée par Bernard Lafay. Dans deux secteurs ces listes sont opposées à des dissidents, dont Libérer Paris dans le deuxième secteur et Paris-Opposition dans le dixième secteur sous la direction de l'ancien ministre Paul Antier, qui s'oppose au changement de nom de la place de l'Étoile. 
Les centristes, soutenus par le Centre démocrate, le Parti radical et le Centre républicain, se présentent sous l'étiquette Paris pour tous les parisiens dans douze des quatorze secteurs, et sous celle de Libertés de Paris dans le troisième et le dixième. Toutefois, des listes centristes dissidentes sont également présentes, dans le douzième secteur sous le nom de l'Union centriste dirigée par Denise Petit-Moreau et dans le onzième secteur dans le cadre d'une liste nommée Gestion municipale menée par le conseiller sortant Pierre Devraigne. 
Allié aux communistes et socialistes en 1965, le PSU choisit de s'allier avec l'extrême gauche en 1971 en raison de l'absence d'accord national avec le PCF. Le PSU forme ainsi des listes communes avec LO, avec le soutien de la LCR et l'AMR.  
L'extrême droite, dont les listes sont constituées par le mouvement Ordre nouveau, est présente dans l'ensemble des secteurs. Par ailleurs, une liste rassemblant des pacifistes se présente dans le deuxième secteur.

## Listes
| Liste | Liste                                           | Partis                                                            |
| ----- | ----------------------------------------------- | ----------------------------------------------------------------- |
|       | Paris-Majorité                                  | UDR - FNRI - CDP - CNI - UC                                       |
|       | Union démocratique                              | PCF - PS - CIR - Comités de gauche du parti radical - Objectif 72 |
|       | Paris pour tous les parisiens/Libertés de Paris | CD - PR - CR                                                      |
|       | Paris aux travailleurs                          | PSU - LO - LC - AMR                                               |
|       | Ordre nouveau                                   | Extrême droite - ON                                               |

## Candidats par secteur

### Listes "Paris-Majorité"
| Arrondissement | Tête de liste-Parti         | Tête de liste-Parti |
| -------------- | --------------------------- | ------------------- |
| 01-02-03-04    | Pierre-Charles Krieg        | UDR                 |
| 05-06          | Pierre Bas                  | UDR                 |
| 07-08          | Michel Caldaguès            | UDR                 |
| 09-10          | Gabriel Kaspereit           | UDR                 |
| 11             | André Fanton                | UDR                 |
| 12             | Charles Magaud              | UDR                 |
| 13             | Hubert Germain              | UDR                 |
| 14             | Christian de La Malène      | UDR                 |
| 15             | Nicole de Hauteclocque      | UDR                 |
| 16             | Pierre-Christian Taittinger | FNRI                |
| 17             | Bernard Lafay               | UDR                 |
| 18             | Joël Le Tac                 | UDR                 |
| 19             | Michel Junot                | CNIP                |
| 20             | Albert Marcenet             | UDR                 |

### Listes "Union démocratique"
| Arrondissement | Tête de liste-Parti | Tête de liste-Parti |
| -------------- | ------------------- | ------------------- |
| 01-02-03-04    | Pierre Mialet       | PCF                 |
| 05-06          | Jean Elleinstein    | PCF                 |
| 07-08          | Jacques Brière      | PCF                 |
| 09-10          | Catherine Lagatu    | PCF                 |
| 11             | Maurice Berlemont   | PCF                 |
| 12             | Maria Doriath       | PCF                 |
| 13             | André Voguet        | PCF                 |
| 14             | Rolande Perlican    | PCF                 |
| 15             | Guy Fulero          | PCF                 |
| 16             | Nicole Dreyfus      | PCF                 |
| 17             | Maurice Goldring    | PCF                 |
| 18             | Louis Baillot       | PCF                 |
| 19             | André Sibaud        | PCF                 |
| 20             | Jacques Risse       | PCF                 |

### Listes "Paris pour tous les Parisiens"
| Arrondissement | Tête de liste-Parti                | Tête de liste-Parti |
| -------------- | ---------------------------------- | ------------------- |
| 01-02-03-04    | Paul Garson                        | CD                  |
| 05-06          | Suzanne Mathieu                    | CD                  |
| 09-10          | Jean-Claude Chatriot dit Briffault | CD                  |
| 11             | Paul Pernin                        | CD                  |
| 12             | Pierre Dornberger                  | CR                  |
| 13             | Claude Lalis                       | CD                  |
| 14             | Pierre Naudet                      | Rad.                |
| 15             | Roger Friedmann                    | Rad.                |
| 17             | Guy-Victor Labat                   | CD                  |
| 18             | Paul Eliez                         | Rad.                |
| 19             | Jean-Louis Machino                 | CR                  |
| 20             | Jean Lacombe                       | CD                  |

### Liste "Libertés de Paris"
| Arrondissement | Tête de liste-Parti | Tête de liste-Parti |
| -------------- | ------------------- | ------------------- |
| 16             | Pierre Lépine       | CD                  |

### Liste "Indépendante de gestion municipale. Avenir et liberté de Paris"
| Arrondissement | Tête de liste-Parti     | Tête de liste-Parti |
| -------------- | ----------------------- | ------------------- |
| 07-08          | Édouard Frédéric-Dupont | Divers centre       |

### Liste "Action locale pour la participation municipale"
| Arrondissement | Tête de liste-Parti | Tête de liste-Parti |
| -------------- | ------------------- | ------------------- |
| 14             | Micheline Boichut   | Gaulliste de gauche |

### Listes "Paris aux travailleurs"
| Arrondissement | Tête de liste-Parti | Tête de liste-Parti |
| -------------- | ------------------- | ------------------- |
| 01-02-03-04    | Claude Bureaux      | PSU                 |
| 05-06          | Jean Lafont         | PSU                 |
| 07-08          | Alain Rémond        | PSU                 |
| 09-10          | Pierre Chaze        | LO                  |
| 11             | Jean Courault       | PSU                 |
| 12             | Théodore Topolanski | LO                  |
| 13             | Yves Bucas-Français | PSU                 |
| 14             | Bernard Monjardet   | PSU                 |
| 15             | Bernard Hennet      | PSU                 |
| 16             | Pierre Garrigues    | PSU                 |
| 17             | Daniel Bénard       | LO                  |
| 18             | Arlette Laguiller   | LO                  |
| 19             | André Barjonet      | PSU                 |
| 20             | Guy Philippon       | PSU                 |

### Listes "Union et défense des Parisiens pour un ordre nouveau"
| Arrondissement | Tête de liste-Parti | Tête de liste-Parti |
| -------------- | ------------------- | ------------------- |
| 01-02-03-04    | Patrice Gélinet     | ON                  |
| 05-06          | Alain-Roger Davy    | ON                  |
| 07-08          | Louis Le Ricque     | ON                  |
| 09-10          | Guy Godet           | ON                  |
| 11             | François Duprat     | ON                  |
| 12             | Hilaire Chollet     | ON                  |
| 13             | Gisèle Alata        | ON                  |
| 14             | Roger Baconnet      | ON                  |
| 15             | Michel Petit        | ON                  |
| 16             | Marguerite Jeantet  | ON                  |
| 17             | Paul Léandri        | ON                  |
| 18             | Jack Marchal        | ON                  |
| 19             | François Pissavy    | ON                  |
| 20             | Bernard Lescrainier | ON                  |

### Liste "Libérer Paris"
| Arrondissement | Tête de liste-Parti | Tête de liste-Parti |
| -------------- | ------------------- | ------------------- |
| 05-06          | Pierre-Émile Menuet | DVD                 |

### Liste "Les pacifistes mondialistes universalistes"
| Arrondissement | Tête de liste-Parti            | Tête de liste-Parti |
| -------------- | ------------------------------ | ------------------- |
| 05-06          | André Dupont dit Aguigui Mouna | Divers              |

### Liste "Paris-Opposition"
| Arrondissement | Tête de liste-Parti | Tête de liste-Parti |
| -------------- | ------------------- | ------------------- |
| 16             | Paul Antier         | Divers droite       |

### Liste "Paris libre"
| Arrondissement | Tête de liste-Parti | Tête de liste-Parti |
| -------------- | ------------------- | ------------------- |
| 17             | Pierre Devraigne    | Divers droite       |

### Liste "Union centriste du 18ème"
| Arrondissement | Tête de liste-Parti | Tête de liste-Parti |
| -------------- | ------------------- | ------------------- |
| 18             | Denise Petit-Moreau | Divers droite       |

## Résultats

### Résultats globaux
| Liste      | Liste                                                             | Premier tour | Second tour | Élus             |
| Liste      | Liste                                                             | %            | %           | Conseil de Paris |
| ---------- | ----------------------------------------------------------------- | ------------ | ----------- | ---------------- |
|            | UDR - FNRI - CDP - CNI - UC                                       | 43           | 51,67       | 46               |
|            | PCF - PS - CIR - Comités de gauche du parti radical - Objectif 72 | 28,48        | 38,37       | 31               |
|            | CD - PR - CR                                                      | 18,72        | 9,94        | 13               |
|            | PSU - LO - LCR - AMR                                              | 6,30         |             |                  |
|            | Extrême droite - ON                                               | 2,57         |             |                  |
|            | Divers                                                            | 0,62         |             |                  |
| Total      | Total                                                             | 100          | 100         | 90               |
| Abstention | Abstention                                                        | 43,8         | 43,76       |                  |

### Résultats par secteur
| Secteur | Arrdts            | Liste majoritaire  | Tête de liste           | Parti | Parti |
| ------- | ----------------- | ------------------ | ----------------------- | ----- | ----- |
| 1er     | 1er, 2e, 3e et 4e | Paris-Majorité     | Pierre-Charles Krieg    |       | UDR   |
| 2e      | 5e et 6e          | Paris-Majorité     | Pierre Bas              |       | UDR   |
| 3e      | 7e et 8e          | Libertés de Paris  | Édouard Frédéric-Dupont |       | CD    |
| 4e      | 9e et 10e         | Paris-Majorité     | Gabriel Kaspereit       |       | UDR   |
| 5e      | 11e               | Union démocratique | Maurice Berlemont       |       | PCF   |
| 6e      | 12e               | Paris-Majorité     | Charles Magaud          |       | UDR   |
| 7e      | 13e               | Union démocratique | André Voguet            |       | PCF   |
| 8e      | 14e               | Paris-Majorité     | Christian de la Malène  |       | UDR   |
| 9e      | 15e               | Paris-Majorité     | Nicole de Hauteclocque  |       | UDR   |
| 10e     | 16e               | Libertés de Paris  | Pierre Lépine           |       | CD    |
| 11e     | 17e               | Paris-Majorité     | Bernard Lafay           |       | UDR   |
| 12e     | 18e               | Union démocratique | Louis Baillot           |       | PCF   |
| 13e     | 19e               | Union démocratique | André Sibaud            |       | PCF   |
| 14e     | 20e               | Union démocratique | Jacques Risse           |       | PCF   |

### Conseil de Paris

- PCF: 20 sièges
- CIR: 2 sièges
- Comités de gauche du parti radical: 2 sièges
- PS: 7 sièges
- Centristes: 13 sièges
- UDR: 31 sièges
- CDP: 4 sièges
- Union du centre: 3 sièges
- CNI: 1 siège
- FNRI: 7 sièges

## Sources
- Philippe Nivet, Le Conseil municipal de Paris de 1944 à 1977, éditions de la Sorbonne, 1994.